# Districte de Kanpur Dehat
El districte de Kanpur Dehat és una divisió Administrativa d'Uttar Pradesh, Índia, sorgida de la divisió del districte de Kanpur. La capital és Kanpur però està previst traslladar la capital a Akbarpur. La població és d'1.563.000 habitants.
Està dividit en cinc tehsils:
- Akbarpur
- Derarpur
- Rasoolabad
- Bhognipur
- Sikandara

I en 10 blocks de desenvolupament: Akbarpur, Maitha, Sarvankhera (a Akbarpur), Derapur i Jhinjhak (a Derapur), Rasoolabad (a Rasoolabad), Amraudha i Malasa (a Bhognipur) i Sandalpur i Rajpur (a Sikandara).
El districte de Kanpur es va dividir en dos districtes el 1977 però aquesta divisió fou anul·lada el 1979, per finalment ser restaurada el 1981.
El districte està format per 1032 pobles, 1 nagar palika parisad, 8 towns area, 102 Nyaya panchayats, 612 gram sabhas.